# Frank Möller
Frank Möller (Weimar, 9 de septiembre de 1970) es un deportista alemán que compitió en judo.
Participó en los Juegos Olímpicos de Atlanta 1996, obteniendo una medalla de bronce en la categoría de +95 kg. Ganó tres medallas en el Campeonato Mundial de Judo entre los años 1993 y 2001, y ocho medallas en el Campeonato Europeo de Judo entre los años 1989 y 2000.

## Palmarés internacional
| Representando a la RDA   |                          |                   |           |
| Campeonato Europeo       |                          |                   |           |
| Año                      | Lugar                    | Medalla           | Categoría |
| 1989                     | Helsinki (Finlandia)     | Medalla de plata  | Abierta   |
| 1990                     | Fráncfort (RFA)          | Medalla de bronce | +95 kg    |
| Representando a Alemania |                          |                   |           |
| Juegos Olímpicos         |                          |                   |           |
| Año                      | Lugar                    | Medalla           | Categoría |
| 1996                     | Atlanta (Estados Unidos) | Medalla de bronce | +95 kg    |
| Campeonato Mundial       |                          |                   |           |
| Año                      | Lugar                    | Medalla           | Categoría |
| 1993                     | Hamilton (Canadá)        | Medalla de bronce | +95 kg    |
| 1995                     | Chiba (Japón)            | Medalla de plata  | +95 kg    |
| 2001                     | Múnich (Alemania)        | Medalla de bronce | Abierta   |
| Campeonato Europeo       |                          |                   |           |
| Año                      | Lugar                    | Medalla           | Categoría |
| 1992                     | París (Francia)          | Medalla de oro    | +95 kg    |
| 1993                     | Atenas (Grecia)          | Medalla de bronce | +95 kg    |
| 1994                     | Gdańsk (Polonia)         | Medalla de bronce | +95 kg    |
| 1995                     | Birmingham (Reino Unido) | Medalla de plata  | +95 kg    |
| 2000                     | Breslavia (Polonia)      | Medalla de bronce | +100 kg   |
| 2000                     | Breslavia (Polonia)      | Medalla de bronce | Abierta   |